# Kristin Clemet
Kristin Clemet (nacida en Harstad, Noruega, el 20 de abril de 1957) es una política noruega y miembro del Partido Conservador.
Clement fue elegida al Parlamento Noruego en 1989 por Oslo, pero no logró la reelección en 1993. Anteriormente ejerció como diputada suplente en el periodo de 1985 a 1989.
Desde 1981 a 1983, durante el primer gobierno de Wiloch, Clement fue nombrada secretaria personal (hoy en día el puesto es conocido como asesor político) en el Ministerio de Industria. Entre 1985 y 1986, durante el segundo gobierno de Wiloch, fue la secretaria personal de la Oficina del primer ministro. En noviembre de 1989, durante el gobierno de Syse, fue nombrada ministra de Trabajo y Administraciones Públicas. Durante este periodo, su asiento en el Parlamento fue tomado por Kari Garmann.
Entre 2001 y 2005, cuando tomó posesión el segundo gobierno de Bondevik, Clement se convirtió en ministra de Educación e Investigación. Fue en este periodo que Clement adquirió fama por su labor en la “Reforma de Calidad” (Kvalitetsreformen) del sistema universitario noruego.
Kristin Clemet obtuvo una licenciatura en comercio de NHH en 1981 y tiene una larga historia como servidora pública. Fue redactora jefe de la revista conservadora TidesTegn entre 1993 y 1997 y fue vicedirectora de la Confederación de Empresas Noruegas entre 1997 y 2001. Hoy en día es la cabeza de Civita, un Think tank liberal con base en Oslo.
Clemet vive junto con su compañero de partido, Michael Tetzchner y tienen dos hijos juntos. Su padre, Fridtjov Clemet fue el secretario general del partido conservador entre 1975 y 1985.
- Datos: Q446695
- Multimedia: Kristin Clemet / Q446695